# Oedostethus telluris
Oedostethus telluris is een keversoort uit de familie kniptorren (Elateridae). De wetenschappelijke naam van de soort is voor het eerst geldig gepubliceerd in 1879 door Lewis.